# Óblast de Samara
L'óblast de Samara (en rus Сама́рская о́бласть, transliterat Samàrskaia óblast) és un subjecte federal de Rússia. A l'època soviètica (entre 1935 i 1991) s'anomenava Óblast de Kúibixev (en rus Ку́йбышевская о́бласть, transliterat Kúibixevskaia óblast) en honor al revolucionari rus Valerian Kúibixev.
L'óblast limita amb Tatarstan al nord, l'óblast d'Orenburg a l'est, el Kazakhstan (província de Kazakhstan occidental) al sud, l'óblast de Saratov al sud-oest i l'óblast d'Uliànovsk a l'oest.

## Demografia
Composició ètnica de l'óblast de Samara:
| Ètnia      | 2010              | 2020               |
| ---------- | ----------------- | ------------------ |
| Russos     | 2 645 124 (85,6%) | 2 659 734 (89,61%) |
| Tàtars     | 126 124 (4,1%)    | 94 452 (3,18%)     |
| Txuvaixos  | 84 105 (2,7%)     | 46 222 (1,56%)     |
| Mordovians | 65 447 (2,1%)     | 29 659 (1%)        |
| Ucraïnesos | 42 169 (1,4%)     | 14 292 (0,4%)      |
| Armenis    | 22 981 (0,7%)     | 19 732 (0,66%)     |
| Kazakhs    | 15 602 (0,5%)     | 15 058 (0,51%)     |
| Àzeris     | 14 093 (0,4%)     | 10 596 (0,36%)     |
| Uzbeks     | 11 242 (0,3%)     | 13 048 (0,44%)     |
| Belarussos | 9231 (0,3%)       | 3054 (0,1%)        |
| Baixkirs   | 7290              | 5254 (0,18%)       |
| Tadjiks    | 7195              | 12 844 (0,43%)     |
| Alemanys   | 6780              | 3059 (0,1%)        |
| Gitanos    | 4875              | 3456 (0,12%)       |
| Jueus      | 4418              | 2260 (0,08%)       |
| Total      | 3 091 841 (100%)  | 2 968 040 (100%)   |
| Altres     | 123 691           | 204 885            |

## Administració territorial
Ciutats principals de l'óblast:
1. Samara
2. Jiguliovsk
3. Kinel
4. Novokúibixevsk
5. Oktiabrsk
6. Otradni
7. Pókhvistnevo
8. Sízran
9. Togliatti
10. Txapaevsk